# 渡邊千冬
渡辺 千冬（わたなべ ちふゆ、旧字体：渡邊 千冬󠄀 、1876年（明治9年）5月1日 - 1940年（昭和15年）4月18日）は、明治期の政治家、実業家。書家としての号は「無劔（むけん）」。

## 経歴
筑摩県筑摩郡松本（現・長野県松本市）生まれ。子爵渡辺国武の養子で、実父は帝室林野局長官や宮内大臣などを歴任した伯爵渡辺千秋（国武の兄）。幼少時は慶應義塾などで学び、帝国大学法科大学（のちの東京帝国大学法学部）卒業。日本興業銀行を経て、日本製鋼所に入り取締役。1908年（明治41年）長野から衆議院議員に当選。1920年（大正9年）襲爵後、同年8月19日、補欠選挙で貴族院議員に選出され、研究会に所属して1939年（昭和14年）8月26日まで在任。濱口内閣、第2次若槻内閣にて司法大臣を務める。大阪毎日新聞社取締役、1939年、枢密顧問官となり、他に関東國粹会総裁となる。
書家としては隷書に優れ、将棋駒に「無劔」という書体のものがある。
子に渡辺武、渡辺慧がいる。

## 栄典
位階
- 1896年（明治29年）5月11日 - 従五位[4][5]
- 1906年（明治39年）5月21日 - 正五位[4]
- 1918年（大正7年）5月30日 - 従四位[4]
- 1925年（大正14年）12月15日 - 正四位[4]
- 1929年（昭和4年）7月15日 - 従三位[4]
- 1931年（昭和6年）8月1日 - 正三位[4]
- 1940年（昭和15年）4月18日 - 従二位[6]

勲章等
- 1920年（大正9年）11月1日 - 銀杯一組[4]
- 1928年（昭和3年）11月10日 - 大礼記念章（昭和）・金杯一個[4]
- 1929年（昭和4年）8月1日 - 勲二等瑞宝章[4][7]
- 1931年（昭和6年）5月1日 - 帝都復興記念章[4]
- 1932年（昭和7年）10月1日 - 朝鮮昭和五年国勢調査記念章[4]
- 1934年（昭和9年）4月29日 - 旭日重光章・昭和六年乃至九年事変従軍記章[4]
- 1939年（昭和14年）10月26日 - 勲一等瑞宝章[8]

外国勲章佩用允許
- 1934年（昭和9年）3月1日 - 満州帝国：大満洲国建国功労章[4]
- 1935年（昭和10年）9月21日 - 満州帝国：満州帝国皇帝訪日記念章[4]